# Partula thetis
Partula thetis е вид коремоного от семейство Partulidae. Видът е застрашен от изчезване.

## Разпространение
Разпространен е в Палау.